# Kirishima (Kagoshima)
Kirishima (霧島市 Kirishima-shi?) es una ciudad en la prefectura de Kagoshima, Japón, localizada al sur de la isla de Kyūshū. Tenía una población estimada de 123 812 habitantes el 1 de marzo de 2021 y una densidad de población de 205 personas por km².

## Geografía
Kirishima está localizada en el norte de la prefectura de Kagoshima, en el extremo norte de la bahía de Kagoshima. Limita al norte con Satsuma, Yūsui y la prefectura de Miyazaki, al oeste con Aira, al este con Soo y al sur con Kanoya, Tarumizu y la bahía de Kagoshima.

### Clima
La ciudad tiene un clima subtropical húmedo (Cfa en la clasificación climática de Köppen). La temperatura media anual en Kirishima es de 17.3 °C. La precipitación media anual es de 2292 mm, siendo junio el mes más lluvioso. Las temperaturas son más altas en promedio en agosto, alrededor de 27.9 °C, y más bajas en enero, alrededor de 6.8 °C.
| Parámetros climáticos promedio de Kirishima | Parámetros climáticos promedio de Kirishima | Parámetros climáticos promedio de Kirishima | Parámetros climáticos promedio de Kirishima | Parámetros climáticos promedio de Kirishima | Parámetros climáticos promedio de Kirishima | Parámetros climáticos promedio de Kirishima | Parámetros climáticos promedio de Kirishima | Parámetros climáticos promedio de Kirishima | Parámetros climáticos promedio de Kirishima | Parámetros climáticos promedio de Kirishima | Parámetros climáticos promedio de Kirishima | Parámetros climáticos promedio de Kirishima | Parámetros climáticos promedio de Kirishima |
| Mes                                         | Ene.                                        | Feb.                                        | Mar.                                        | Abr.                                        | May.                                        | Jun.                                        | Jul.                                        | Ago.                                        | Sep.                                        | Oct.                                        | Nov.                                        | Dic.                                        | Anual                                       |
| ------------------------------------------- | ------------------------------------------- | ------------------------------------------- | ------------------------------------------- | ------------------------------------------- | ------------------------------------------- | ------------------------------------------- | ------------------------------------------- | ------------------------------------------- | ------------------------------------------- | ------------------------------------------- | ------------------------------------------- | ------------------------------------------- | ------------------------------------------- |
| Temp. máx. media (°C)                       | 11.9                                        | 13                                          | 16.3                                        | 20.7                                        | 24.5                                        | 27.5                                        | 31.4                                        | 32                                          | 29                                          | 24.3                                        | 19.6                                        | 14.8                                        | 22.1                                        |
| Temp. media (°C)                            | 6.8                                         | 7.9                                         | 11.1                                        | 15.6                                        | 19.8                                        | 23.5                                        | 27.6                                        | 27.9                                        | 24.8                                        | 19.3                                        | 14.2                                        | 9.3                                         | 17.3                                        |
| Temp. mín. media (°C)                       | 1.8                                         | 2.9                                         | 6                                           | 10.6                                        | 15.1                                        | 19.5                                        | 23.9                                        | 23.9                                        | 20.7                                        | 14.3                                        | 8.9                                         | 3.8                                         | 12.6                                        |
| Precipitación total (mm)                    | 71                                          | 107                                         | 139                                         | 228                                         | 238                                         | 416                                         | 358                                         | 250                                         | 212                                         | 115                                         | 91                                          | 67                                          | 2292                                        |
| Fuente:                                     |                                             |                                             |                                             |                                             |                                             |                                             |                                             |                                             |                                             |                                             |                                             |                                             |                                             |

## Demografía
Según los datos del censo japonés, la población de Kirishima ha aumentado en los últimos 50 años.
| Gráfica de evolución demográfica de Kirishima entre 1940 y 2015 |
|                                                                 |
| Oficina de Estadística de Japón                                 |

## Ciudades hermanas
Kirishima está hermanada con o tiene tratado de cooperación:
- Kaizu, Gifu, Japón;[10]
- Wake, Okayama, Japón;
- Unzen, Nagasaki, Japón;
- Sonora, California, EE. UU.;
- Yaozhou, Shaanxi, China;
- Liuyang, Hunan, China;
- Busan, Corea del Sur;
- Malaca, Malasia;
- Jiading, Shanghái, China.